# Pierre (voornaam)

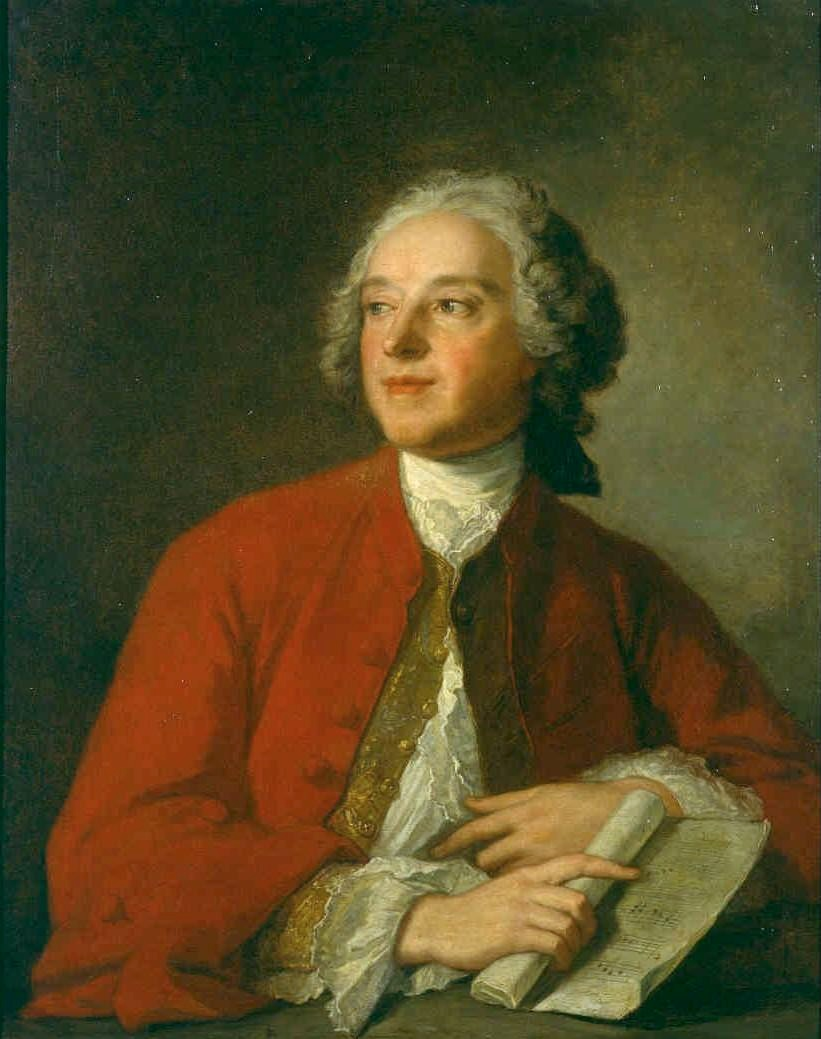
Pierre Beaumarchais

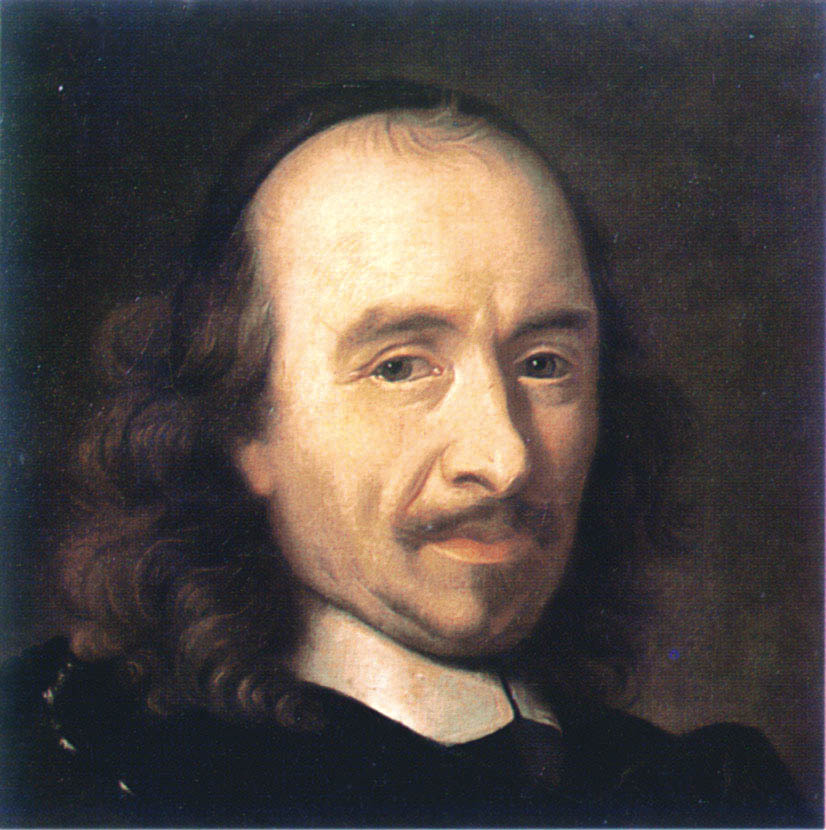
Pierre Corneille

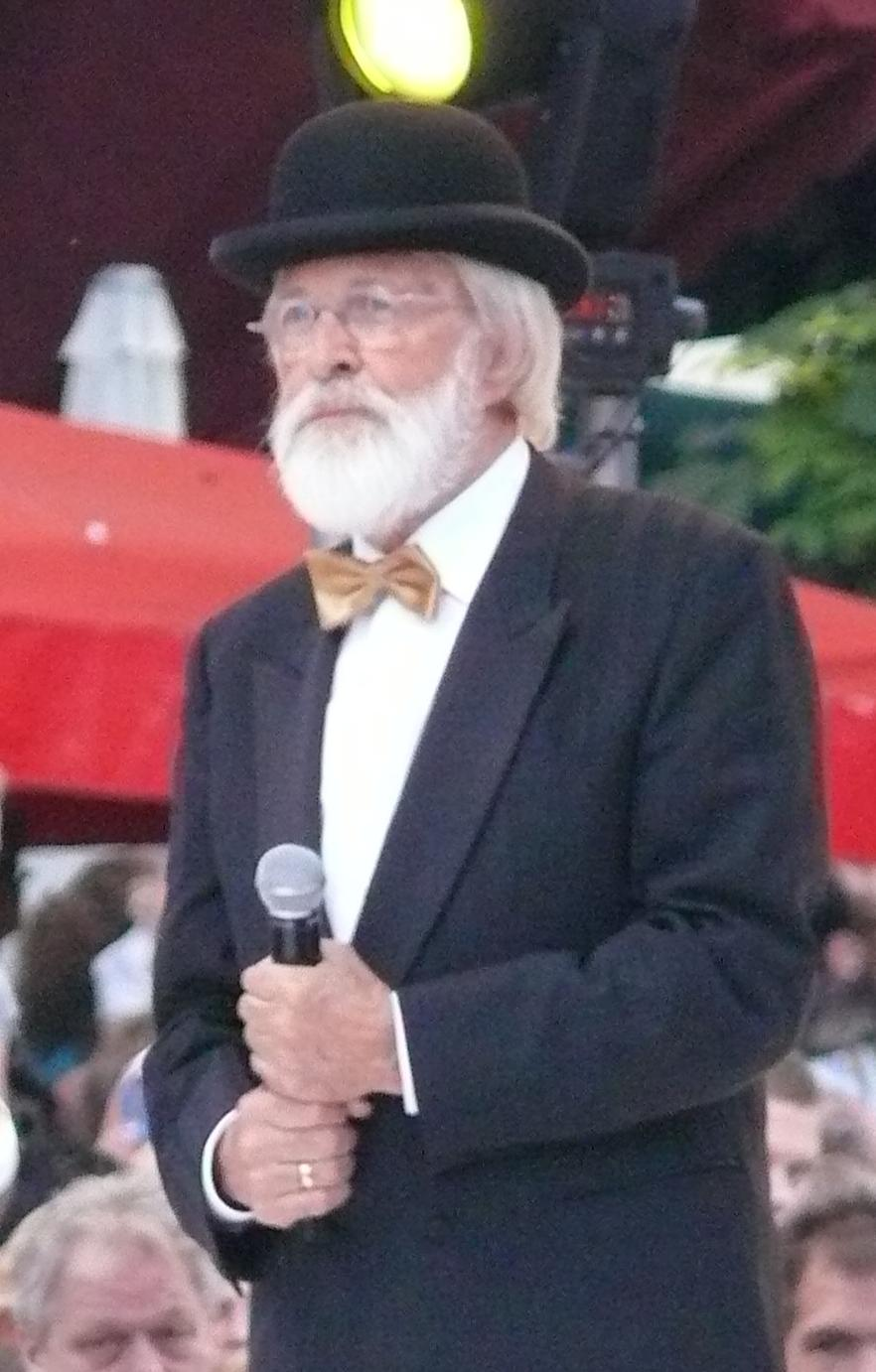
Pierre Kartner

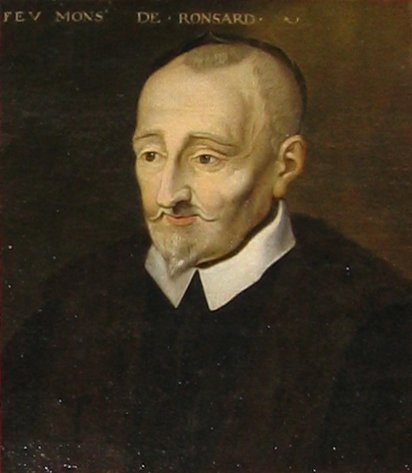
Pierre de Ronsard

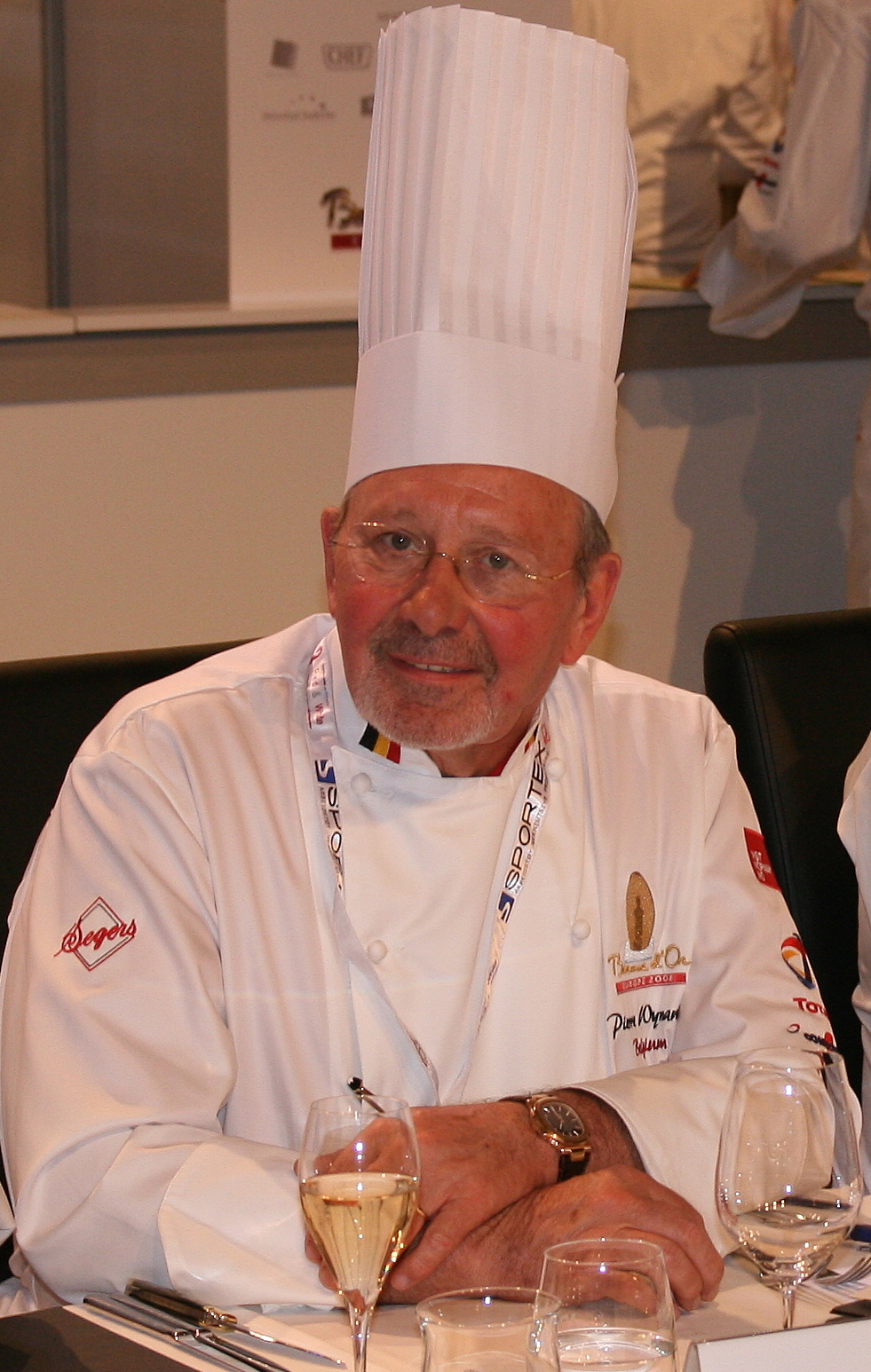
Pierre Wynants

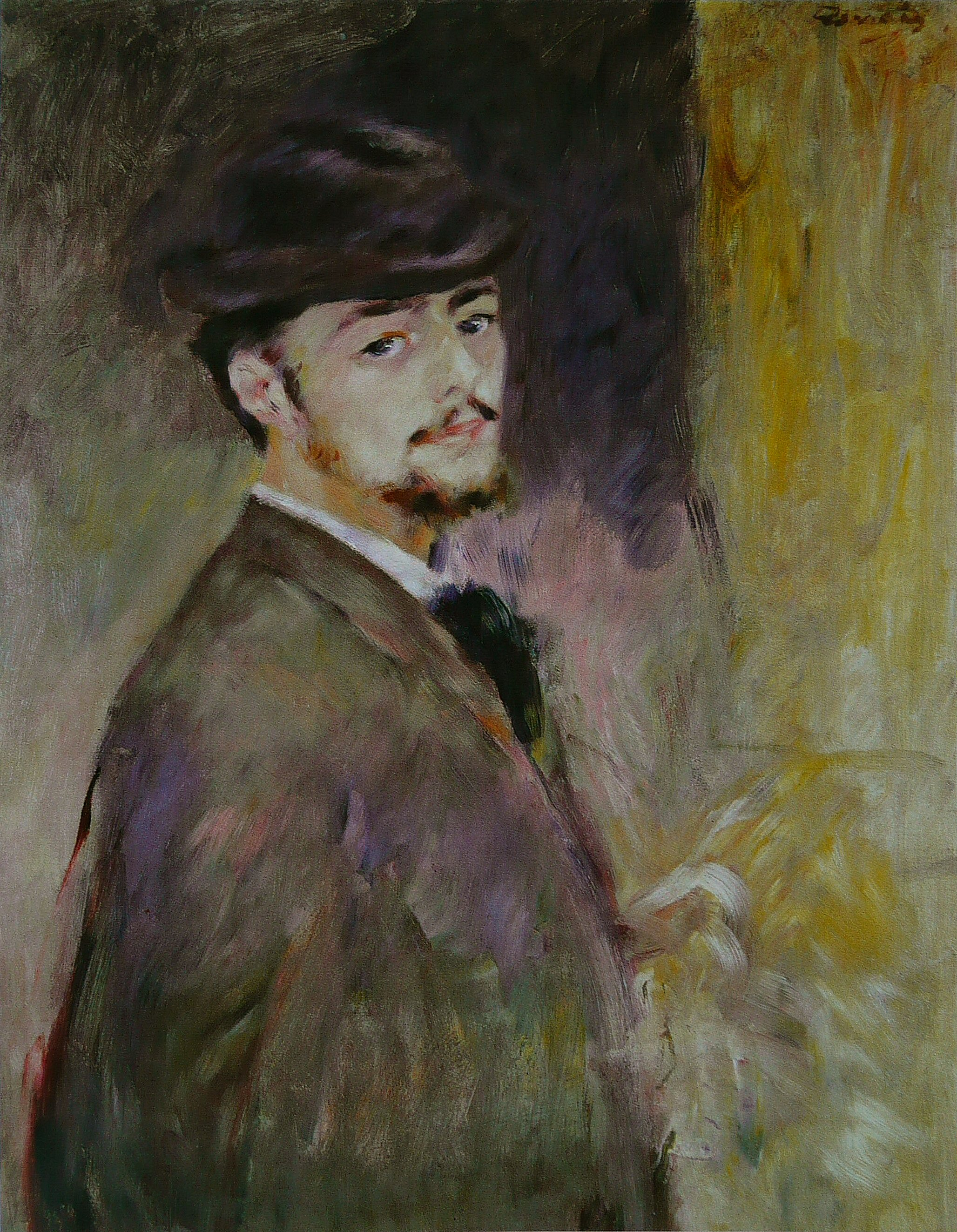
Pierre-Auguste Renoir

Pierre is een jongensnaam. Het is de Franse variant van de voornamen Peter en Pieter. De naam is afgeleid van de Latijnse naam Petrus, die teruggaat op het Griekse woord petros, dat rots betekent. "Pierre" is trouwens ook het Franse woord voor "steen".
De voornaam "Pierre" wordt soms ook gecombineerd met andere voornamen om een samengestelde voornaam te vormen, vb. Pierre-Alexandre, Pierre-Antoine, Pierre-Louis. 

## Bekende naamdragers

### Pierre
- Pierre Alechinsky, Belgisch kunstenaar
- Pierre Auger, Frans natuurkundige
- Pierre Bachelet, Frans televisieproducent en zanger
- Pierre Balmain, Frans couturier
- Pierre Bayle, Frans wijsgeer en schrijver
- Pierre Beaumarchais, Frans schrijver
- Pierre Benoit, Frans journalist en schrijver
- Pierre Bokma, Nederlands acteur
- Pierre Bonnard, Frans schilder
- Pierre Boulez, Frans componist en dirigent
- Pierre Bourdieu, Frans socioloog
- Pierre Brice, Frans acteur
- Pierre Cardin, Frans modeontwerper
- Pierre Carette, Belgisch misdadiger
- Pierre Chevalier, Belgisch politicus
- Pierre Choderlos de Laclos, Frans militair en schrijver
- Pierre Corneille, Frans toneelschrijver
- Pierre de Coubertin, Frans historicus en pedagoog
- Pierre Curie, Frans natuurkundige
- Pierre Deligne, Belgisch wiskundige
- Pierre Van't secretariaat, Belangrijke secretaris in de belgische geschiedenis van Edugo de Toren
- Pierre Drieu la Rochelle, Frans schrijver
- Pierre Durand, Frans ruiter
- Pierre de Fermat, Frans wiskundige en jurist
- Pierre Gaspard, Belgisch natuurkundige en hoogleraar
- Pierre Groscolas, Frans zanger
- Pierre David Guetta, Frans dj, muziekprogrammeur, platenproducent en songwriter
- Pierre Hanon, Belgisch voetballer
- Pierre Harmel, Belgisch politicus
- Pierre Hermans, Nederlands hockeyspeler
- Pierre van Hooijdonk, Nederlands voetballer en voetbaltrainer
- Pierre Janssen, Nederlands journalist, museumdirecteur en televisiepresentator
- Pierre Kartner, Nederlands zanger, componist en muziekproducent
- Pierre Langerock, Belgisch architect
- Pierre Larousse, Frans lexicograaf en uitgever
- Pierre Laval, Frans politicus
- Pierre Lemaitre, Frans schrijver
- Pierre Littbarski, Duits voetballer
- Pierre Loti, Frans marineofficier en schrijver
- Pierre Marcolini, Belgisch banketbakker en ondernemer
- Pierre Messmer, Frans militair en politicus
- Pierre Moscovici, Frans politicus
- Pierre Nkurunziza, Burundees politicus
- Pierre Nothomb, Belgisch politicus en schrijver
- Pierre Pflimlin, Frans politicus
- Pierre Pincemaille, Frans organist
- Pierre Poivre, Frans plantkundige
- Pierre Poujade, Frans politicus
- Pierre Prévert, Frans filmregisseur en tekstschrijver
- Pierre Puvis de Chavannes, Frans kunstschilder
- Pierre Rapsat, Belgisch zanger en componist
- Pierre Renoir, Frans acteur en regisseur
- Pierre Reverdy, Frans dichter
- Pierre Richard, Frans acteur en filmregisseur
- Pierre Rolland, Frans wielrenner
- Pierre de Ronsard, Frans dichter
- Pierre Soulages, Frans kunstenaar
- Pierre Teilhard de Chardin, Franse paleontoloog, geestelijke en theoloog
- Pierre Tirard, Frans politicus
- Pierre Trentin, Frans wielrenner
- Pierre Trudeau, Canadees politicus
- Pierre Ubachs, Nederlands historicus
- Pierre Van Humbeeck, Belgisch politicus
- Pierre Van Rompaey, Belgisch schrijver
- Pierre van Zuylen, Belgisch diplomaat
- Pierre Vanderhaeghen, Belgisch medicus en hoogleraar
- Pierre Vermeulen, Nederlands voetballer en voetbaltrainer
- Pierre Wynants, Belgisch chef-kok

### Samengestelde voornaam met Pierre
- Pierre-Ambroise Bosse, Frans atleet
- Pierre-Jules Boulanger, Frans ingenieur
- Pierre-Hugues Herbert, Frans tennisser
- Pierre-Joseph Proudhon, Frans econoom en socioloog
- Pierre-Auguste Renoir, Frans kunstschilder
- Pierre-Christian Taittinger, Frans politicus
- Pierre-Joseph van Beneden, Belgisch paleontoloog en zoöloog
- Pierre-Théodore Verhaegen, Belgisch advocaat en politicus
- Pierre-François Verhulst, Belgisch wiskundige en demograaf

## Fictief figuur
- Pierre Bezoechov, personage in de roman Oorlog en vrede van de Russische schrijver Lev Tolstoj
- Pierre Morrel, personage in de roman De Graaf van Monte Cristo van de Franse schrijver Alexandre Dumas